# Ouragan Noel
Vous lisez un « article de qualité » labellisé en 2009.
Pour les articles homonymes, voir Ouragan Noel (homonymie) et Noël (homonymie).
L'ouragan Noel est le seizième système tropical, le quatorzième à être nommé et le cinquième ouragan de la saison 2007 dans l'Atlantique nord. Noel s'est formé à partir d'une onde tropicale sous une dépression d'altitude, le 27 octobre 2007, dans la partie centrale-nord de la mer des Caraïbes. Après une intensification qui amena ses vents à 95 km/h, il toucha terre sur la portion ouest de Haïti, puis sur la côte nord-est de Cuba sous la dénomination de tempête tropicale. Il poursuivit sa route vers le nord et devint le 1er novembre un ouragan de catégorie 1. Traversant rapidement les Bahamas, il se dirigea ensuite vers le nord-est et, le 2 novembre, devint une dépression extra-tropicale.
Noel est l'ouragan ayant fait le plus de morts de la saison 2007 dans l'Atlantique nord avec environ 163 décès directs et 6 indirects. Ces morts ont été principalement rapportés dans l'île d'Hispaniola et ont été causés par les pluies diluviennes qui ont provoqué des coulées de boue et des inondations. Même après sa transition extra-tropicale le 3 novembre, Noel a eu impact important lorsqu'il a frappé l'extrême est des États-Unis et l'est du Canada. Ses vents ont occasionné des pannes électriques, de nombreux dégâts aux structures, ainsi que des débordements côtiers par des vagues imposantes. Ses précipitations ont causé des inondations à l'est de sa trajectoire et une tempête de neige à l'ouest. En fait, Noel a fait plus de dégâts dans ses phases de tempête tropicale et post-tropicale que dans celle d'ouragan, passé en pleine mer. Sa pression minimale de 980 hPa et ses vents de 130 km/h, lors de son stade d'ouragan, ont été surpassés par la pression 967 hPa et des vents de 180 km/h une fois qu'il est devenu une dépression extratropicale.
À cause des dommages et des pertes de vie, l'organisation météorologique mondiale a retiré le nom Noel des listes futures de noms d'ouragans pour le bassin Atlantique et l'a remplacé par Nestor.

## Évolution météorologique

### Cyclogénèse
Une onde tropicale quitta la côte est de l'Afrique le 16 octobre en direction ouest. Le 22 octobre, en approchant les Petites Antilles, elle commença à montrer une circulation cyclonique et la formation d'orages. Au même moment, une dépression d'altitude située au nord des Îles Sous-le-Vent captura l'onde et on assista à la formation d'une perturbation le 23 octobre qui devint un système dépressionnaire bien défini, le lendemain à environ 160 km à l'est-nord-est de la partie nord des Îles sous le Vent.
Malgré les vents de haute altitude défavorables, la convection augmenta et la pression de surface chuta, menant à une meilleure organisation de la tempête. En poursuivant sa trajectoire vers l'ouest-sud-ouest, le système laissa des quantités importantes de pluie sur la partie nord des Îles sous le Vent et l'est de Porto Rico, quand bien même la zone de convection était plutôt désorganisée initialement.
L'activité orageuse se généralisant et montrant une masse convective intense du côté est de son centre partiellement ouvert, le National Hurricane Center décida de promouvoir le système au rang de dépression tropicale (TD-16), tôt le 28 octobre, à 310 km au sud-sud-est de Port-au-Prince, Haïti. Les météorologues prévoyaient une trajectoire vers l'ouest-nord-ouest qui aurait frôlé Haïti avant de toucher le centre-sud de Cuba.
En devenant un cyclone tropical, TD-16 passa au sud d'une crête barométrique située sur l'ouest de l'océan Atlantique. Six heures après sa formation, le centre du système était toujours difficile à repérer mais quelque temps plus tard une large zone circulaire d'orages se développa au centre du système, ainsi que le long du bras partant vers le sud. Selon les rapports des avions chasseurs d'ouragan, le National Hurricane Center reclassifia TD-16 en tempête tropicale à 18h15 TU le 28 octobre. On la nomma Noel. Elle était alors à environ 235 km au sud-sud-est de Port-au-Prince, Haïti.

### Maturité

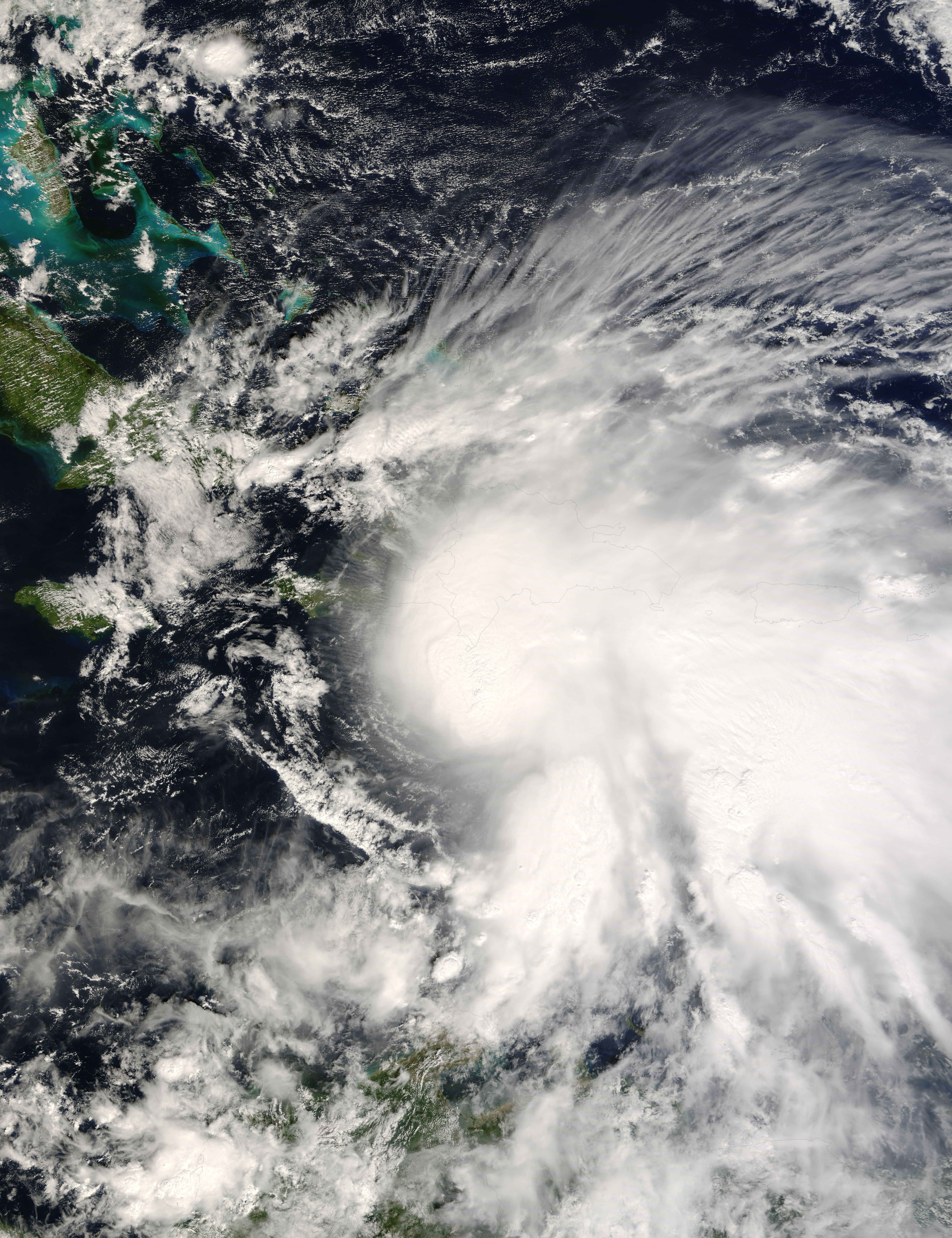
Noel approchant Hispaniola

Après une reformation du centre de la tempête par une réorganisation de la convection, Noel gagna rapidement en intensité et ses vents atteignirent 95 km/h. Elle dériva ensuite vers le sud d'Hispaniola durant plusieurs heures, perdant de son organisation en passant près d'une dépression de haute altitude qui augmenta le cisaillement des vents. La circulation de surface devint encore plus diffuse lorsque Noel frappa Haïti en raison de la friction avec le terrain montagneux. Elle traversa l'ouest d'Haïti le 29 octobre en tempête tropicale très désorganisée, mais porteuse d'une énorme quantité de précipitations. Noel poursuivit en longeant la côte nord-est de Cuba en contournant une crête barométrique en dissipation. Elle toucha terre le 30 octobre à Gibara, Cuba, donnant des vents de 95 km/h,.
Le centre de Noel est demeuré visible et bien organisé en traversant Cuba mais les vents diminuèrent rapidement pour n'être qu'à la limite inférieure de la classe de tempête tropicale. Tôt le 31 octobre, le centre commença à dériver vers le nord-nord-ouest à l'approche d'un creux barométrique venant de l'ouest et du changement vers l'est des vents de niveaux moyens de l'atmosphère. D'importantes bandes orageuses persistèrent dans sa partie est, mais l'augmentation du cisaillement des vents près et à l'ouest du centre limitèrent la convection en ces points. Peu après 12h00 TU le 31 octobre, Noel émergea de la côte nord-est de Cuba et se réorganisa. Noel fit ensuite un peu de surplace, exécutant une petite boucle cyclonique, selon les météorologues.
Le 31 octobre, le Centre canadien de prévision d'ouragan, en plus du National Hurricane Center américain, commença à émettre des bulletins sur la trajectoire du cyclone qui se dirigeait vers les eaux canadiennes. Le 1er novembre, la convection autour de Noel s'accentua mais surtout au nord-est du centre du système. À 18 heures TU, la tempête passa sur l'île de New Providence dans les Bahamas, près de Nassau. Un peu plus tard, la convection envahit le centre de Noel qui accéléra vers le nord-est dans un flux du sud-ouest en altitude causé par un creux barométrique. Son centre devint alors elliptique mais un mur orageux se maintint d'où émergea un œil bien visible sur les images satellitaires. Le National Hurricane Center reclassa donc Noel en ouragan de catégorie 1 le 2 novembre alors qu'il se trouvait à environ 285 km au nord-nord-est de Nassau (Bahamas).

### Transition extratropicale
Passant ensuite sur des eaux plus froides, Noel perdit progressivement ses caractéristiques tropicales et amorça sa transition extra-tropicale avec l'élargissement de son diamètre. Tard le 2 novembre, le centre, chaud, caractéristique des cyclones tropicaux, se rétrécit et la structure thermodynamique du cyclone devint de plus en plus asymétrique et frontale. Le National Hurricane Center émit alors le dernier avis d'ouragan pour Noel. Tôt le 3 novembre, la tempête était devenue un puissant cyclone extratropical (dépression des latitudes moyennes), ayant des vents soutenus de 140 km/h. Elle tourna vers le nord-nord-est en direction des provinces maritimes canadiennes. Cette forte tempête toucha terre près de Yarmouth (Nouvelle-Écosse) un peu après 03h00 (heure avancée des Maritimes) le 4 novembre 2007 (6h00 TU) avec une pression centrale de 967 hPa. Son large diamètre affecta tout le Canada atlantique et les secteurs de l'est de la Nouvelle-Angleterre. Après son passage sur la Nouvelle-Écosse et le Nouveau-Brunswick, elle se dirigea vers le nord du golfe du Saint-Laurent et à 14h00 TU, elle passa juste à l'est de Gaspé (Québec) à 972 hPa.
Le dernier bulletin émis portant sur Noel par le Centre canadien de prévision d'ouragan, à 18 heures de l'Atlantique (22h00 TU), mentionnait que la tempête avait perdu tout caractère tropical et se trouvait sur le Labrador. La dépression passa dans la mer du Labrador vers 0h00 TU le 5 novembre et se dirigea vers le comté de Kitaa sur l'ouest du Groenland.

## Préparatifs
Le bureau local du National Weather Service à San Juan (Porto Rico) émit des avertissements météorologiques pour des inondations généralisées sur toute l'île. Les autorités de Porto Rico conseillèrent également aux résidents de rester à l'abri et de ne pas s'aventurer sur les routes. Une alerte météo fut également lancée pour les îles Vierges.
Après la reclassification en cyclone tropical, le gouvernement d'Haïti émit un avertissement de tempête tropicale pour le sud-ouest du pays, de la frontière avec la République dominicaine jusqu'à Port-au-Prince. Au même moment, le gouvernement cubain émit un avertissement pour les provinces de Granma, Santiago de Cuba et Guantánamo et un peu plus tard ce fut au tour de la Jamaïque.
Au moment de l'arrivée de Noel en Haïti, un avertissement de tempête tropical était en place ou recommandé pour la côte sud de l'île d'Hispaniola, de Barahona en République dominicaine à Port-au-Prince en Haïti, ainsi que pour le sud-est des Bahamas et les îles Turques-et-Caïques. Une veille d'ouragan était également en vigueur pour la côte sud-est de Cuba et une veille de tempête tropicale affectait la partie centrale des Bahamas.
Le changement de cap plus au nord-ouest de Noel résulta en l'émission d'un avertissement de tempête tropicale pour les provinces cubaines de Guantánamo, de Holguín, de Las Tunas, de Ciego de Avila et de Camagüey. L'armée évacua 20 000 personnes des zones littorales ou exposés aux inondations, et les écoles furent fermées. L'Institut cubain de météorologie (service météorologique) avisa les résidents du danger probable des précipitations sur les sols déjà saturés par les fortes pluies récentes.
Les Bahamas étant la prochaine cible, les autorités bahaméennes émirent des avertissements pour la partie nord-ouest du pays. La plupart des services gouvernementaux et les commerces fermèrent leurs portes. Tard le 31 octobre, le National Hurricane Center émit des avertissements de tempête tropicale pour le sud-est de la Floride pour avertir de vents violents guettant la côte. Le bureau du National Weather Service à Miami mit la côte atlantique au nord de Key Largo (Floride) jusqu'à Jupiter sous un même avertissement, en plus d'un avis d'inondations côtières pour le comté de Palm Beach et de fortes vagues pour les comtés de Broward et de Miami-Dade.
Noel resta par la suite au large de toute terre, en se dirigeant vers les provinces maritimes canadiennes. Le Centre canadien de prévision d'ouragan émit ses premiers avertissements maritimes le 1er novembre pour les régions au sud de la Nouvelle-Écosse. Le Centre de prévision des intempéries du Service météorologique du Canada à Halifax envoya des avertissements de pluies abondantes et de vents violents pour la Nouvelle-Écosse et le sud du Nouveau-Brunswick la nuit du 1er au 2 novembre, recommandant à la population de faire des provisions. Les médias parlaient déjà depuis quelques jours de l'arrivée de Noel dans une région qui a été frappée en 2003 par l'ouragan Juan.
Dans l'après-midi, les avertissements étaient étendus à tout le Nouveau-Brunswick, à l'Île-du-Prince-Édouard, aux îles-de-la-Madeleine, à une partie de Terre-Neuve, du Labrador et de l'est du Québec. Noel devenant un cyclone extra-tropical, l'interaction avec un front météorologique transforma la pluie en neige en arrivant dans le nord du golfe du Saint-Laurent et des avertissements de neige abondante furent envoyés pour les régions au nord-ouest de sa trajectoire.

## Impacts
| Région                 | Morts |
| ---------------------- | ----- |
| Bahamas                | 1     |
| Cuba                   | 1     |
| République dominicaine | 87    |
| Haïti                  | 73    |
| Jamaïque               | 1     |
| Porto Rico             | 5     |
| Canada                 | 1     |
| Total                  | 169   |

### Petites Antilles et Porto Rico

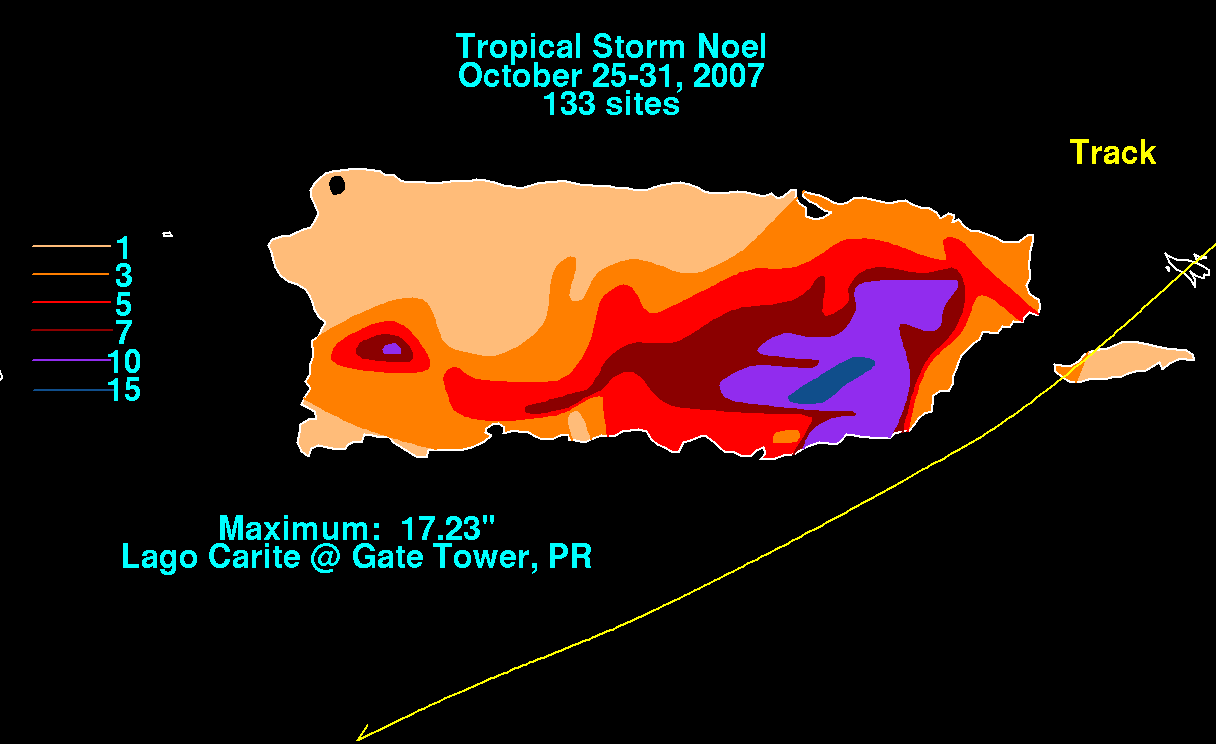
Accumulations en pouces (25.4 mm) de pluie à Porto Rico avec un maximum de 441 mm

Il est tombé sur les îles de Sainte-Croix et Saint-Thomas un total non officiel de 150 mm de précipitations lors du passage du précurseur de Noel. À Sainte-Lucie, les pluies ont fait monter la rivière Castries qui a fini par déborder à certains endroits, inondant la ville de Castries. On a également rapporté quelques coulées de boue à travers l'île. De larges portions de la Dominique et certaines municipalités de Sainte-Croix ont été privées d'électricité et de nombreux accidents automobiles ont été signalés.
La perturbation à l'origine de Noel a laissé après plusieurs jours de très grandes quantités d'eau sur Porto Rico, ce qui a saturé le sol et donné un fort ruissellement. On a signalé des crues soudaines dans la région de Carolina et des coulées de boue à Utuado. Plusieurs zones près des rivières ont été inondées, incluant le Río de la Plata où le niveau d'eau a atteint 2,7 mètres au-dessus du seuil d'inondation à Toa Baja tard le 27 octobre. Les autorités ont alors ouvert les évacuateurs de crue des barrages des rivières Río de la Plata et Río Carraízo. Des accidents automobiles dans les zones inondées et les coulées de boue ont causé un total non officiel de cinq morts.

### Hispaniola
Il est tombé jusqu'à 760 mm de précipitations sur l'île Hispaniola selon le National Hurricane Center. Cette pluie, qui dura plusieurs jours, causa des inondations généralisées atteignant le niveau du torse en plusieurs endroits.
En République dominicaine, la population a dû se réfugier sur les toits et dans les arbres, faisant plus de 50 000 sinistrés et environ 1 000 personnes prises au piège ont dû être évacuées. Les inondations ont balayé plusieurs habitations de Saint-Domingue et plus de 39 villes de la portion sud du pays furent isolées par la montée des eaux. On rapporte dix personnes manquantes à Piedra Blanca à la suite du débordement de la rivière Maimon et trois autres sont mortes noyées dans la rivière San José de Ocoa au sud-ouest de la capitale. Au moins vingt-et-un ponts ont été emportés ou se sont effondrés et l'électricité fut coupée à travers le pays durant environ deux heures peu après le passage de la tempête. La panne se poursuivit encore pendant deux jours dans le tiers du pays. Les dommages aux cultures s'élevèrent à environ 30 millions $US (2007) ; plus de 12 000 maisons ont été endommagées par la tempête tropicale Noel et plus de 78 000 personnes se sont retrouvées sans abris. On rapporte finalement 73 morts.
En Haïti, 400 maisons furent détruites et 3 400 personnes durent se réfugier dans des abris de fortune pendant deux jours.
Le total des pertes de vies en Haïti et en République dominicaine, selon le rapport final du National Weather Service américain, s'élève à 160 personnes.

### Cuba et Jamaïque
En Jamaïque, la pluie a causé l'effondrement d'une maison, tuant un occupant. Un total de vingt personnes sont mortes sur l'île.
À Cuba, il est tombé 150 mm de pluie en six heures dans la ville de Baracoa et les réservoirs de la région débordèrent. De forts vents et des vagues battirent la côte nord de l'île. Noel endommagea au moins 1 000 maisons et 120 furent détruites dans la province de Camagüey. Certaines régions furent isolées par les inondations et plus de 1,8 million de kilogrammes de récoltes furent détruites dans la province de Ciego de Avila. On rapporte que les pluies dans la province de Guantanamo s'ajoutent à une année très pluvieuse donnant un total équivalent à 300 % de la normale annuelle, causant le débordement d'un barrage. Aucune mort directe n'est cependant à déplorer dans le pays mais un mort indirect est rapporté.

### Bahamas et Floride

Évolution de Noel du 2 novembre 19h45 TU au 3 novembre à 01h50 TU

La tempête tropicale Noel a donné jusqu'à 380 mm de pluie sur les Bahamas,. Les inondations ont particulièrement affecté les îles Abaco où quatre cents personnes ont été évacuées. On rapporte un mort.
En Floride, Noel a donné de forts vents et des vagues importantes causant une érosion des plages,, jusqu'à 0,3 m, et contraint à la fermeture du quai de Flagler Beach. Un des bras orageux de la tempête a également frappé le sud de l'État, y déposant plusieurs dizaines de millimètres de pluie.

### Côte est américaine
Lors de la transition extra-tropicale de Noel, les Outer Banks le long de la côte de la Caroline du Nord ont subi des vents soutenus de 47 km/h à Duck et des rafales à 80 km/h. Les vents ont privé d'électricité 6 000 personnes au Cap Hatteras et sur l'Île d'Ocracoke et les vagues ont inondé des portions de la route 12. Les précipitations ont été légères avec un maximum de 13 mm à Morehead City
.
La partie ouest de la tempête a cependant frappé le Massachusetts et le Maine le 3 novembre. Les vents de force d'ouragan ont causé des dommages au réseau électrique, laissant 80 000 clients dans le noir. Des arbres arrachés et autres dégâts aux édifices ont été également signalés. La quantité maximale de 129 mm de pluie a été rapportée à Cutler, le long de la côte du Maine près de la frontière avec le Nouveau-Brunswick (Canada)

### Provinces maritimes et Québec
Noel s'est finalement dirigé vers la Nouvelle-Écosse et le Nouveau-Brunswick qu'il frappa de plein fouet le 3 novembre. La tempête, devenue post-tropicale, déversa plus de 55 mm (Bouctouche) à 112,3 mm (Ingonish Beach) de pluie qui causèrent plusieurs inondations. Les vents de 80 à 146 km/h (Grand Étang, Nouvelle-Écosse) déracinèrent plusieurs arbres, brisèrent des poteaux électriques et causèrent des dégâts à plusieurs édifices. Les vagues engendrées par ces vents causèrent de lourds dommages le long de la côte. Le vent maximal avec la tempête a cependant été rapporté à Wreckhouse, à la pointe sud-ouest de Terre-Neuve.
On dénombra environ 170 000 personnes privées d'électricité en Nouvelle-Écosse, la majorité dans la région de Halifax, plus de 5 000 pannes au Nouveau-Brunswick et de 10 000 à l'île-du-Prince-Édouard.
Dans l'est du Québec, la pointe de la Gaspésie et la Basse-Côte-Nord ont reçu jusqu'à 127 mm de pluie en 12 heures. Plusieurs maisons et commerces ont été inondés, dont l'usine de traitement des eaux de Percé. Les autorités ont recommandé de faire bouillir l'eau du robinet à la suite de cette avarie. La pluie a fait sauter de nombreux ponceaux et miné la route entre Gaspé et Percé, contraignant à sa fermeture temporaire. De Sept-Îles au Bas-Saint-Laurent, c'est 15 à 30 cm de neige qui sont tombés, jusqu'à 40 cm à Murdochville et probablement plus dans l'arrière-pays dans les Appalaches.
À cause des mauvaises conditions, un autobus de la compagnie Orléans est sorti de la route à Saint-Simon, près de Rimouski, et une quinzaine de passagers ont été légèrement blessés. Le réseau électrique a été endommagé en plusieurs endroits en Minganie par la neige mouillée très pesante et par du verglas. Les interruptions de courant ont duré jusqu'à 18 heures et affecté la plupart des résidents de la région. Les écoles ont été fermées le 5 novembre.
Noel a donc été équivalent à une très forte dépression automnale, comparable à une tempête du Cap Hatteras. Elle a mérité son nom en produisant la première tempête de neige de l'est du Québec pour la saison 2007-2008. Une personne est décédée quand un bateau a chaviré après la tempête.

## Épilogue
Les gouvernements de la République dominicaine et d'Haïti ont décrété l'état d'urgence. On a distribué de l'aide à 145 000 familles en République dominicaine après la tempête, dont de la nourriture, des couvertures, des matelas et des moustiquaires, pour un total de 3 millions $US. Le gouvernement haïtien a alloué 1,5 million $US d'aide aux sinistrés. Le gouvernement de la République dominicaine a demandé le 1er novembre un prêt de 200 millions $US à la Banque interaméricaine de développement et à la Banque mondiale.

## Retrait
Le 13 mai 2008, les membres du comité sur les cyclones tropicaux de l'Organisation météorologique mondiale (OMM) ont retiré le nom Noel des listes futures de noms d'ouragans pour le bassin Atlantique lors de leur réunion annuelle qui a eu lieu à Orlando (Floride), États-Unis. Il a été remplacé par Nestor dans la liste pour la saison 2013. Il s'agit du premier ouragan dont le nom commence par un N à être retiré depuis que l'OMM a institué des listes de noms en 1954.